# Silvia Carrera
Silvia Carrera (Cremona, 25 aprile 1980) è una giornalista e conduttrice televisiva italiana di Studio Aperto.

## Biografia
Silvia Carrera si è diplomata al liceo scientifico di Cremona e nel 1999 ha intrapreso gli studi universitari allo IULM di Milano, dove conseguirà la laurea in scienze della comunicazione. Ha proseguito gli studi con la Scuola di Giornalismo e ha ottenuto poi la laurea specialistica in Giornalismo; risale a quegli stessi anni il suo debutto a Primarete Lombardia, un'emittente televisiva locale.
Dopo aver svolto uno stage presso la sede di Roma di Sky TG24, nel 2005, la stessa rete le ha offerto un contratto estivo presso la sede di Milano, dove si occuperà prevalentemente di cronaca. L'esperienza maturata sul campo, unitamente alle sue doti e attitudini, le consentiranno di divenire a pieno titolo una giornalista professionista. 
Nel marzo 2006 è approdata a Studio Aperto in veste di redattrice di servizi correlati al mondo dello spettacolo; dopo poco più di tre anni, nel novembre 2009, le è stata affidata la conduzione d'ambedue le edizioni del telegiornale, fino al 2022.
Progressivamente, accanto alla sua attività nel succitato TG, vi si affiancheranno quelle per i programmi settimanali: Lucignolo, Live e Tabloid su Italia1; quest'ultimo condotto con le colleghe Monica Gasparini e Monica Coggi nell'estate 2011.